# Littérature du XIVe siècle
Littérature du XIIe siècle - Littérature du XIIIe siècle - Littérature du XIVe siècle - Littérature du XVe siècle - Littérature du XVIe siècle

## Événements
- 10 décembre 1323 ou 1328 : Boccace est envoyé de Florence à Naples[1] pour y suivre des études de comptabilité qu’il abandonne au profit du droit canon, des études classiques et scientifiques. Il fréquente la cour de Robert d'Anjou, roi de Naples (fin en 1340).
- 1323 : sept troubadours toulousains fondent le Consistori del Gay Saber, une académie poétique à l'origine de l'Académie des Jeux floraux. Un premier concours de poésie qui a lieu le 1er mai 1324 est remporté par Arnaut Vidal de Castelnaudary[2].
- Vers 1350 : le théâtre Nô se développe au Japon à partir des dengaku, danses rustiques et du  théâtre populaire sarugaku[3].
- 1353 - 1361 : Pétrarque séjourne à Milan et notamment à la Cascina Linterno à laquelle le rattache une solide tradition à partir de la référence explicite de la lettre autographe de Pétrarque à son ami Moggio di Parma du 20 juin 1360 ou 1369[4].
- 1361 : Jean Froissart (v.1337-1400) se rend en Angleterre où il est nommé secrétaire de la reine Philippa de Hainaut, l’épouse du roi Edouard III. Il visite l’Écosse en 1365, se rend ensuite à Bruxelles puis parcourt la France et l’Italie[5]. Il entre dans les ordres et est ordonné prêtre du village de Lestines, dans le diocèse de Liège. Devenu chanoine de Chimay en 1394, il parcourt l’Angleterre (1394-1395) et plusieurs pays du continent, tout en continuant à rédiger sa chronique[6].
- 1362 : Boccace se rend à Naples, sur l’invitation d’un ami, le sénéchal Niccolò Acciaiuoli, qui lui promet la protection de Jeanne Ire de Naples[7]. L’accueil est si froid qu’il va à Venise demander l’hospitalité à Pétrarque (1363) qui lui offre une maison. Boccace refuse avant de rentrer chez lui, à Certaldo, près de Florence. En 1365, il est ambassadeur auprès du pape Urbain V[8].
- 1366-1378 : le poète anglais Geoffrey Chaucer part en mission diplomatique en France, en Espagne (1366) et en Italie (entre 1372 et 1378), où il découvre les œuvres de Dante, Pétrarque et Boccace[9]. À la mort de Blanche de Lancastre, la première femme de Jean de Gand, en 1369, il compose une élégie à la mémoire de sa bienfaitrice, le Livre de la duchesse.
- Octobre 1373 : à Florence, Boccace se voit chargé officiellement de conférences sur Dante[10].

- Le théâtre se dévellope en Occident, souvent sur le parvis des cathédrales (mystères, moralités, farces, soties)[11].

## Ouvrages didactiques
- 1308 : Ibn Mansour achève un dictionnaire arabe en 12 volumes, le Lisàn al-'arab[12].
- Vers  1312-1325 : rédaction de la Très Ancienne Coutume de Bretagne[13].

- Vers 1335 : Die chierheit van der gheestelijcker brulocht (« L'Ornement des noces spirituelles »), œuvre en néerlandais, est composée par Jan van Ruusbroec[14].
- Vers 1336 :  Vanden blinkenden steen (« De la pierre étincelante »), de Jan van Ruusbroec, synthèse de sa doctrine[14].
- 1336-1345 : Vanden gheesteliken tabernakel  (« Du tabernacle spirituel »), de Jan van Ruusbroec, son œuvre la plus connue au Moyen Âge[14].

- 1339-1342 : Guillaume d'Ockham rédige des traités contre le pouvoir temporel des papes ; Octo quaestiones super potestate ac dignitate papali (1339-1342), Dialogus inter magistrum et discipulum de imperatorum et pontificum potestate, Breviloquium de principatu tyrannico (1339-1340)[15].
- Vers 1345-1377 : le manuscrit de Tanjung Tanah donne une description du droit dans le royaume de Kerinci à Sumatra en Indonésie[16].

- 1360 : Libro di buoni costumi (« Livre des bonnes mœurs »), du marchand florentin Paolo da Certaldo (it)[17].

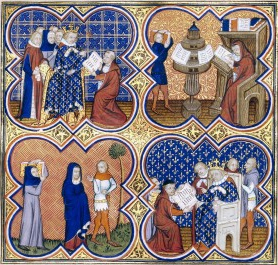
Charles V ordonnant la traduction d'Aristote. Enluminure du prologue de Politiques, Economiques, Ethique d'Aristote, traduction de Nicolas Oresme, vers 1370 (BnF, Département des manuscrits, RC-A-28551)

- Vers 1370 : Nicole Oresme traduit les œuvres d'Aristote à la demande du roi Charles V de France[18].

- 1371-1375 : Raoul de Presles traduit La Cité de Dieu de saint Augustin et la Bible en français pour le roi Charles V[19].
- 1371-1372 : Geoffroi de La Tour Landry rédige son Livre pour l'enseignement de ses filles[20].
- 1373-1387 : Jehan Le Fèvre, officier du parlement de Paris compose le Livre de Lëesce, dans lequel il prend la défense des femmes, attaquées par des auteurs misogynes comme Jean de Meung dans le Roman de la Rose. Il introduit le thème des Neuf Preuses, qui connaît aussitôt un vif succès[21].

- 1375-1379 : Ibn Khaldoun part s’isoler à Qalʿat ibn Salâma près de la ville moderne de Frenda, en Algérie, et consacre quatre ans à l’écriture de sa Muqaddima, (« les Prolégomènes ») qui sert d’introduction à son histoire universelle Kitab al-ibar (« Livre des considérations sur l’histoire des Arabes, des Persans et des Berbères »)[22].

- 1377-1378 : Catherine de Sienne rédige Le Dialogue[23].
- 1378 : Le Songe du Vergier, manuscrit anonyme inspiré du Somnium Viridarii du juriste breton Évrart de Trémaugon[24].
- 1380 : Manuscrit de Celovec ou de Rateče, rédigé en dialecte slovène, qui comporte le Pater noster, l'Ave Maria et le Credo[25].
- Vers 1393 : rédaction du Ménagier de Paris, ouvrage culinaire[26]. Le Viandier de Taillevent, livre de recettes de cuisine aurait été écrit par Guillaume Tirel (mort en 1395). Avec l'imprimerie, il devient au XVIe siècle une référence de la gastronomie française.

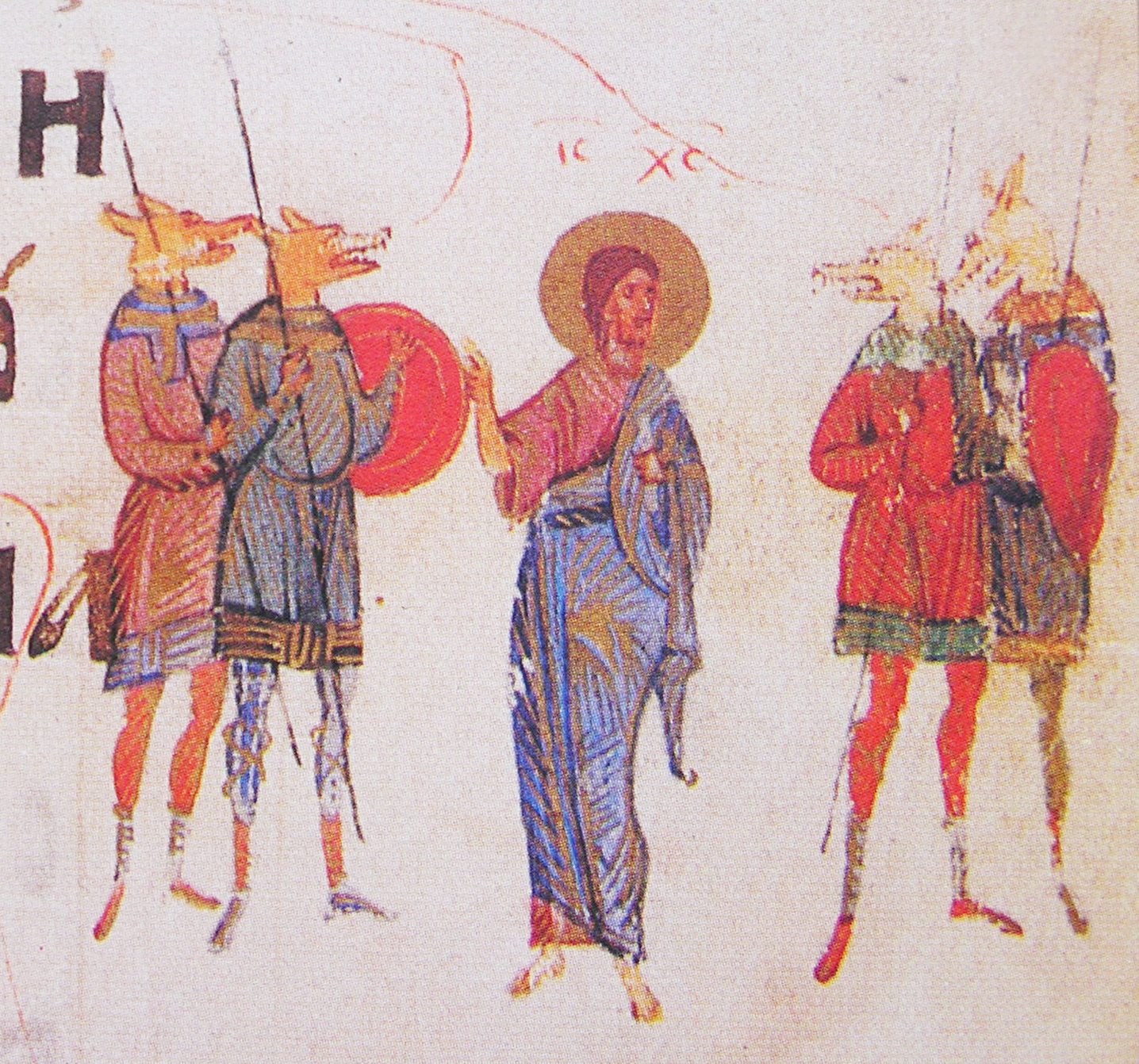
Personnages cynocéphales extraits du Psautier de Kiev

- 1397 : rédaction en slavon du Psautier de Kiev[27].

### Histoire
- 1305-1309 : Jean de Joinville écrit à la demande de Jeanne de Navarre, épouse du roi Philippe IV de France les Mémoires du sire de Joinville ou Vie de Saint Louis[28].

- 1308-1310 : Annales Gandenses, chronique médiévale en latin rédigée par un clerc anonyme gantois sur les évènements de 1296 à 1310[29].

- Entre 1320 et 1335 : rédaction au Danemark de l’Erikskrönika, chronique en vers qui rapporte les événements qui se déroulent entre le milieu du XIIIe siècle et 1319[30].
- Vers 1329-1337 : Mirabilia descripta de Jourdain de Séverac[31]. Il identifie le Prêtre Jean au roi d’Éthiopie[32].

- vers 1350 :

Le plus ancien manuscrit de la chronique de Pulkava

  - Chronique de Pulkava, ou Chronica Boemorum (en) (« Chronique des rois de Bohême ») rédigé sur ordre de l’empereur Charles IV[33].
  - autobiographie de Charles de Luxembourg, rédigée en latin[34].
- Jean de Tynemouth, historien anglais, rédige sa chronique, Historia Aurea, une histoire du monde, de sa création à l'année 1347[35].
- Vers 1369-1370 : rédaction en 188 jours du Yuan Shi (« Histoire des Yuan ») par seize lettrés chinois sous la direction de Song Lian[36].
- Vers 1370 :
  - rédaction au Japon de la chronique Taiheiki ( 太平記, Récit de la Grande Paix), récit épique japonais en prose, couvrant la période 1318-1368[37].
  - rédaction de la Chronique Laurentienne en Russie, continuation de la Chronique des temps passés publiée en 1377[38].

- 1381 : première version des Chroniques de Jean Froissart[39].

- Après 1389 : Förbindelsedikten ou Förbindelsekröniqua (chronique intercalaire), traitant de l’histoire de la Suède de 1319 à 1389[40].

## Fictions
- 1295-1321 : en Chine, à l’époque de la dynastie Yuan (1271–1368), le sage Guo Jujing recueille des contes pour enfants Vingt-quatre exemples de piété filiale (en)[41].

- Entre 1298 et 1303 : Jacopone da Todi, excommunié par le pape, compose en prison des cantiques (Laudi)[42].

- Vers 1300 : rédaction en moyen anglais du Cursor Mundi (en) (« la course du monde »), poème religieux anonyme de 30 000 vers[43].

- 1304-1309 : Dante Alighieri écrit Le Banquet (v. 1304-1307) et De l’éloquence en langue vulgaire (1304-1305). Il séjourne peut-être à Paris (1308-1309) et commence à travailler sur sa Divine Comédie (1308)[44].

- 1305-1340 : compilation du Codex Manesse, recueil de poésie lyrique[45].
- 1312-1313 : les Vœux du paon, roman en vers du lorrain Jacques de Longuyon. Il introduit la légende des Neuf Preux[46].

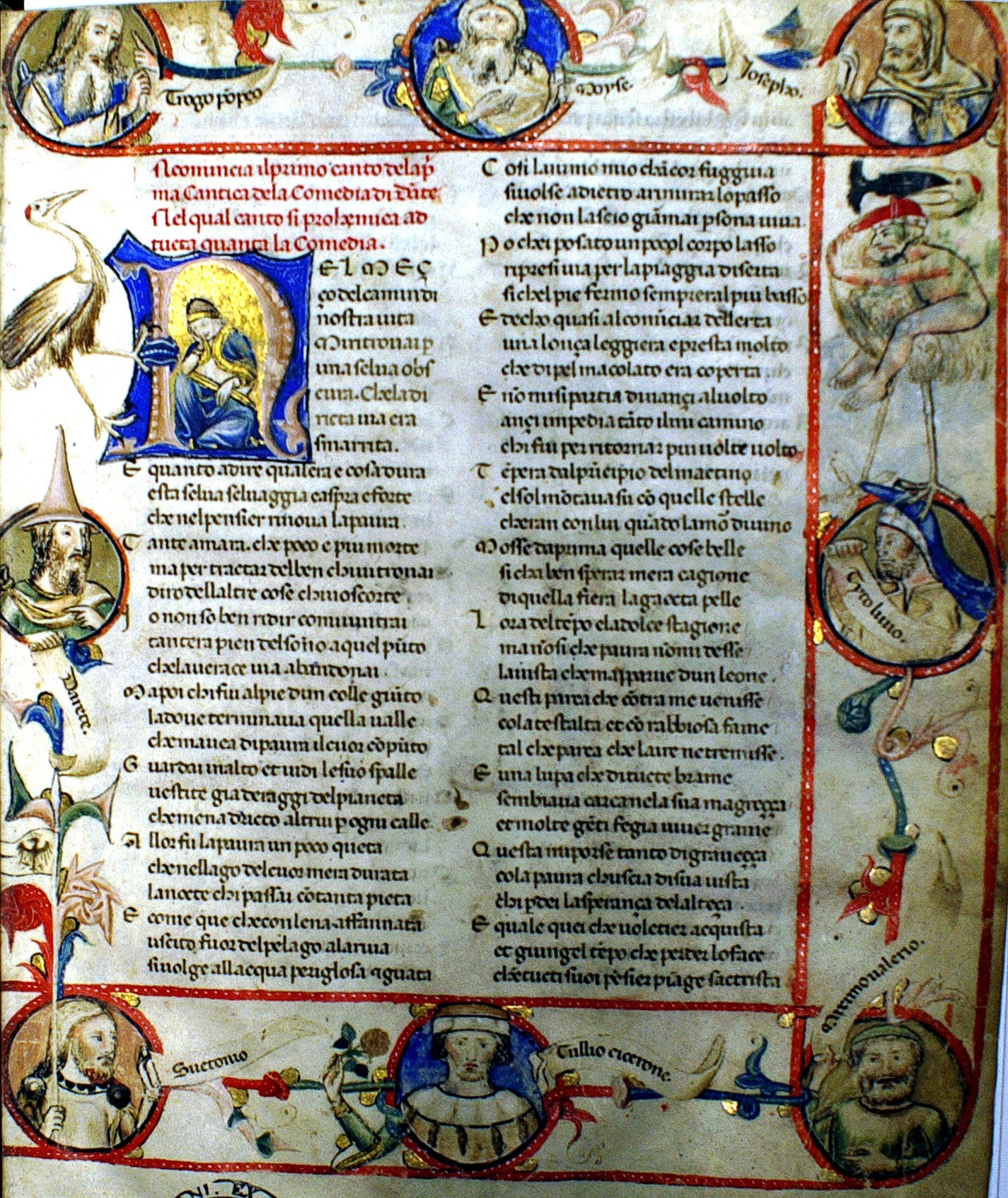
L’Enfer, folio 2r du Codex Altonensis, Toscane, v. 1350-1410

- 1314 : Dante publie L’Enfer. Il achève l'ensemble de son œuvre majeure, sa Divine Comédie entre les années 1315 et 1321[47]. Il écrit un traité, La Monarchie universelle, entre 1313 et 1318, exposé de sa philosophie politique[48], la Question de l’eau et de la terre (1318) et Eglogues (1319).
- 1314-1322 : le Kebra Nagast, déjà attesté auparavant par le voyageur arménien Abû Sâlih en Égypte, est codifié par le Nebura’ed Yeshaq, pour affirmer les droits de la dynastie salomonide sur l'Éthiopie[49].
- 1323-1335 : Iliade d'Hermoniakos, paraphrase byzantine en vers de l'Iliade, composée par Constantin Hermoniakos[50].
- Vers 1330 : rédaction au Mexique du Mariage royal mixtèque (Codex Zouche-Nuttall), manuscrit enluminé en peau de daim, un des rares codex à nous être parvenu après les destructions de la conquête espagnole[51].

- Vers 1330-1332 : Tsurezuregusa (« Propos des moments perdus », ou « Les heures oisives ») de Yoshida Kenkō, écrit au Japon[52].
- Vers 1330-1335 : Le Comte Lucanor, recueil de contes et de proverbes compilés par l'infant de Castille Don Juan Manuel[53].

- 1336-1338 : Boccace rédige Il filocolo, sa première romance en prose et un poème en ottava rima, Il filostrato (Le Philostrate v. 1338)[8].
- Vers 1339-1350 : Jean de Le Mote compose le poème Regret Guillaume (1339), le roman Le Parfait du paon , le poème allégorique La Voie d'enfer et de paradis (1340) et les Ballades (vers 1350)[54].

- 1340-1350 : Pétrarque écrit Africa (1338-1342), épopée célébrant Scipion l'Africain en latin, De Vita Solitaria  et Psalmi Penitentiales où il implore la rédemption (1346) puis Secretum meum, dialogue écrit vers 1347[55].
- 1340-1350 : Boccace compose La Teseida, (1340-1341), poème en ottava rima, Amorosa visione (la Vision amoureuse, 1342-1343) et Elegia di Madonna Fiammetta (1343-1344) puis commence à travailler sur le Décaméron en 1348[56].

- 1352-1374 : Les Triomphes, poèmes allégoriques de Pétrarque[57].
- 1353 :  l'écrivain italien Boccace achève son recueil de nouvelles Le Décaméron[58].
- Mai 1356 : le poète toulousain Guilhem Molinier achève Las Leys d'amors[59].
- Vers 1356-1357 : au Japon, recueil poétique Tsukubashū de Nijō Yoshimoto ; théorie poétique des « poèmes liés » (renga)[60].
- 1365 : dans le royaume de Majapahit dans l'est de Java en Indonésie, le poète de cour Prapanca écrit le poème épique du Nagarakertagama à la gloire du roi Hayam Wuruk[61].
- 1360-1374 : Boccace écrit Des dames de renom (De mulieribus claris)[62].
- 1368-1369 : Le Livre de la Duchesse, de Geoffrey Chaucer[63].
- Entre 1372 et 1384 : Jean Froissart compose un roman arthurien, en vers, intitulé Méliador et travaille à sa Chronique de France, d’Angleterre, d’Écosse et d’Espagne[64].

- Entre 1374 et 1385 environ : la Maison de la renommée, poème inachevé de plus de deux mille vers de Geoffrey Chaucer[65].
- Après 1377 : Robin des Bois apparait pour la première fois dans Pierre le laboureur (Piers Plowman), roman de William Langland[66].

- Vers 1380 : le poète anglais Geoffrey Chaucer écrit Troïlus et Criseyde (1380-1385) et le Conte du chevalier, textes adaptés des romans de Boccace, la Légende des femmes exemplaires. Il entame la rédaction des Contes de Canterbury (1386-1400). Il y dépeint la société britannique contemporaine.
- Vers 1382 : le Parlement des oiseaux, de Geoffrey Chaucer[63].

- 1392-1394 : Roman de Mélusine ou l'Histoire des Lusignan de Jean d'Arras[67].
- 1394-1399 : Cent ballades, poésies de Christine de Pisan[68].

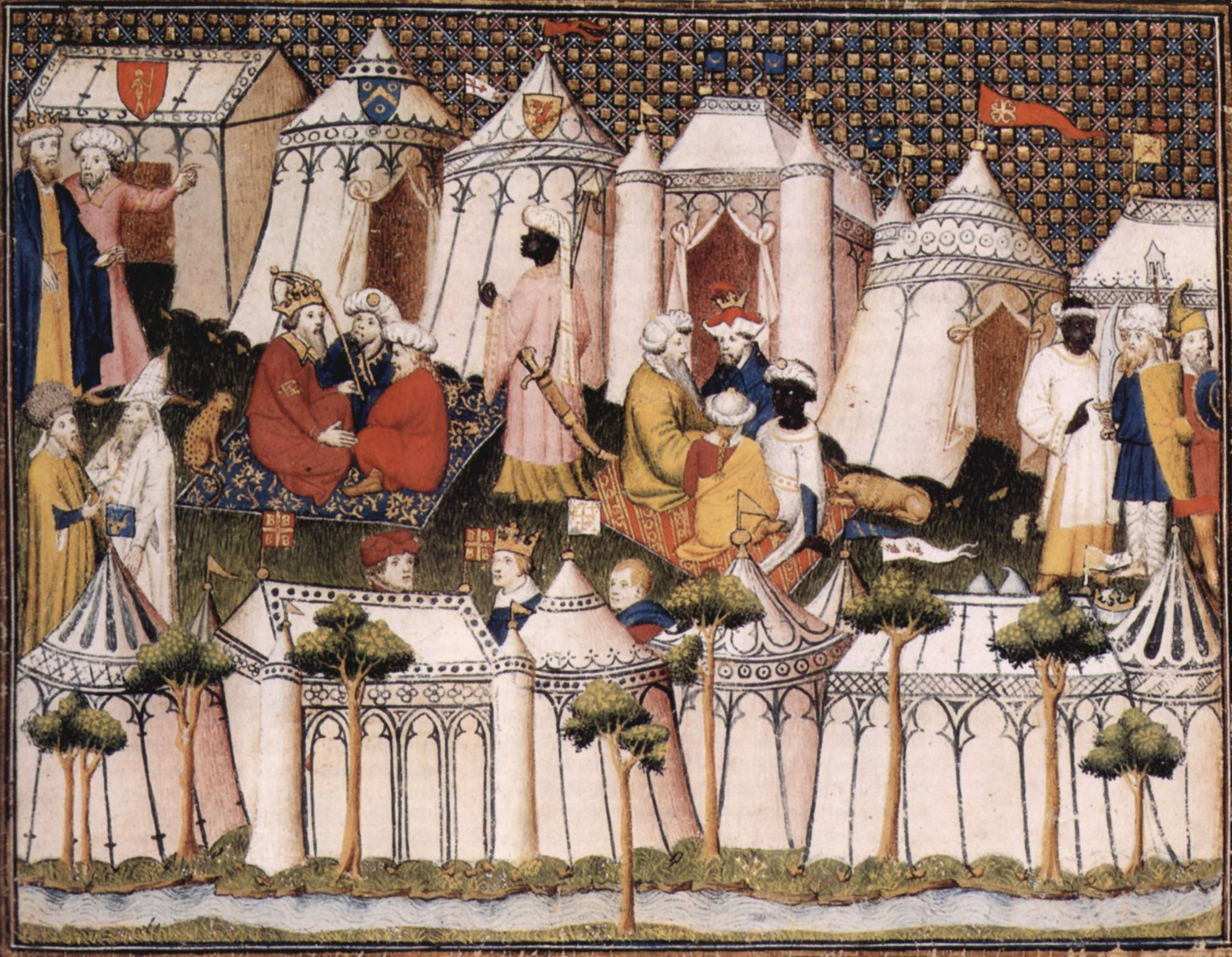
Les princes de l'Orient. Miniature tirée du Livre du Chevalier errant de Thomas de Saluces, vers 1404

- Après 1394 : Thomas de Saluces est fait prisonnier devant Monasterolo le 6 février 1394. Pendant sa captivité, il écrit son roman Le Chevalier errant[69].

- En Europe, chansons de geste : Florent et Octavien, Tristan de Nanteuil, Huon de Bordeaux[70].
- Der Busant, poème épique en vers en moyen haut allemand[71].
- Valentin et Sansnom est une chanson de geste qui n'a pas survécu, mais a été traduite et adaptée au Moyen Age en néerlandais sous le titre de Valentijn en (de) Nameloos, selon des fragments retrouvés du XIVe siècle. On retrouve l'histoire dans le roman plus tardif Valentin et Orson[72].
- Les Trois Royaumes, roman historique chinois de Luo Guanzhong[73] et Au bord de l'eau roman d'aventures tiré de la tradition orale chinoise attribué à Shi Nai'an[74].

## Naissances
Voir :
- Écrivains français nés au XIVe siècle
- Écrivains italiens nés au XIVe siècle

## Décès
- Dante Alighieri, le 14 septembre 1321 à Ravenne.
- Matteo Frescobaldi (v.1297-1348), poète florentin du style dolce stil novo tardif (« Nouveau style doux » en français) dont il reprend les thèmes et le langage poétique dans ses compositions.
- Boccace (1313 - 1375), poète italien, auteur du Décaméron.